# Scotty Leavenworth
Scott Alexander Leavenworth (Riverside, Califórnia, 21 de maio de 1990) é um ator norte-americano. Deu início a sua carreira, atuando em comerciais aos quatro anos, desde então apareceu em vários filmes e séries. Incluindo The Green Mile, Baby Geniuses, Babe: Pig in the City, The Soul Collector, Life as a House, e Erin Brockovich.
Scotty é conhecido por ter interpretado "Peter Petrowski", o namorado de Ruthie Camden (Mackenzie Rosman), na série de grande sucesso da The WB, 7th Heaven.
Atualmente ele trabalha no Ministério de Multimídia da Igreja Reliance em Temecula, Califórnia.

## Prêmios e Indicações
| Prêmios | Prêmios   | Prêmios             | Prêmios                              | Prêmios |
| Ano     | Resultado | Premiação           | Categoria                            | Título  |
| ------- | --------- | ------------------- | ------------------------------------ | ------- |
| 2002    | Indicado  | Young Artist Awards | Melhor Ator (coadjuvante/secundário) | Philly  |